# Edad heroica de la exploración de la Antártida

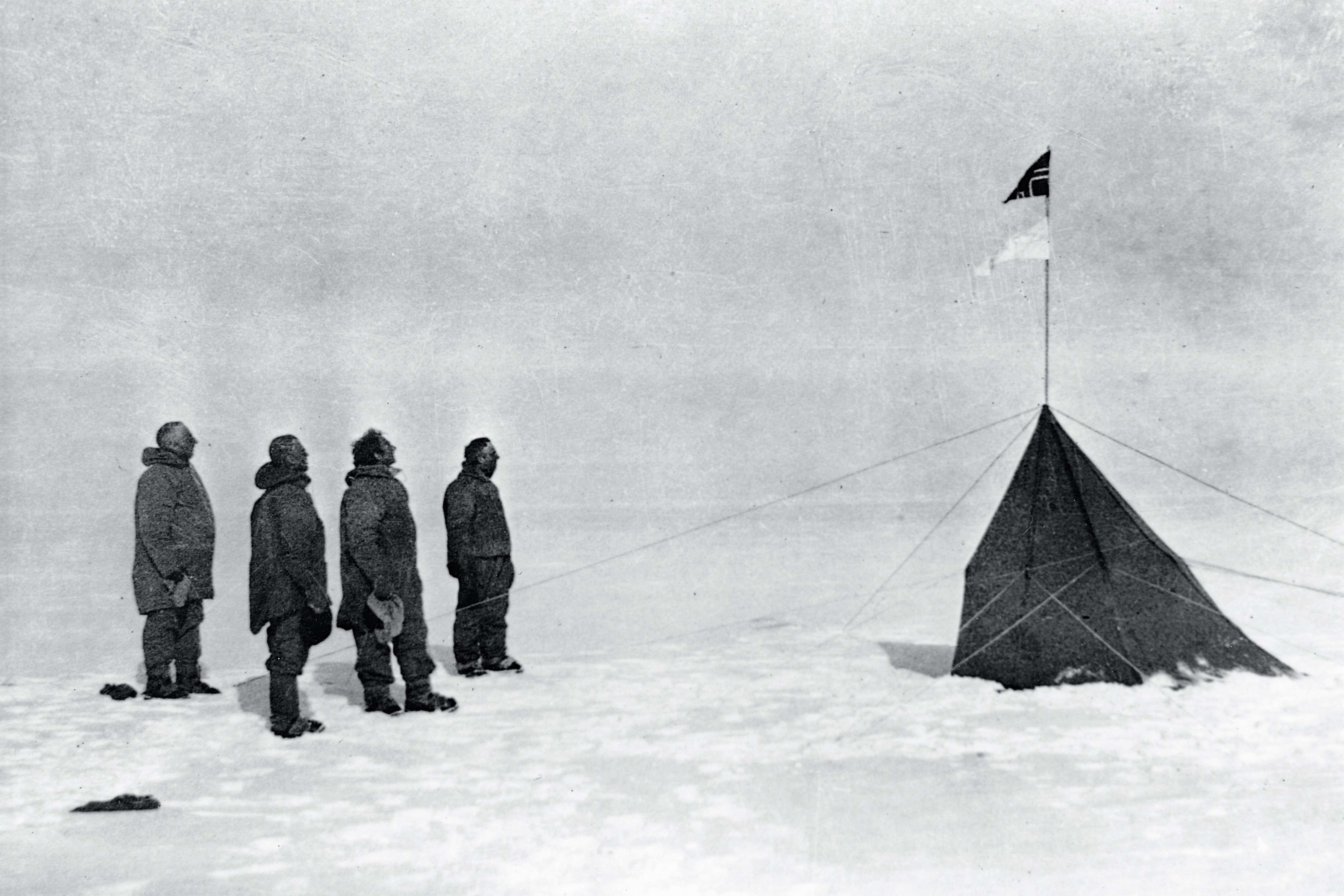
Los miembros de la Expedición Amundsen: Roald Amundsen, Helmer Hanssen, Sverre Hassel y Oscar Wisting (derecha a izquierda) observan la bandera de Noruega el 16 de diciembre de 1911 en el Polo Sur, dos días después de haberse convertido en la primera expedición en llegar a este polo. Fotografía tomada por Olav Bjaaland.

La edad heroica de la exploración de la Antártida describe una época que se extendió desde finales del siglo XIX hasta principios de la década de 1920. Durante este período de 25 años, la Antártida se convirtió en el centro de un esfuerzo internacional que se tradujo en una intensiva exploración científica y geográfica; se pusieron en marcha dieciséis expediciones importantes de ocho diferentes países. El factor común en estas expediciones fue el carácter limitado de los recursos que tenían disponibles antes de que los avances en la tecnología del transporte y las comunicaciones revolucionaran el trabajo de exploración. Esto significa que cada expedición se convirtió en una hazaña de resistencia que puso a prueba los límites físicos y mentales de los exploradores, y en algunas ocasiones se superaron. La etiqueta de «heroica», otorgada más tarde, fue un reconocimiento a las adversidades que tuvieron que ser superadas por estos pioneros, algunos de los cuales no sobrevivieron a la experiencia. Durante este período diecisiete miembros de las diferentes expediciones murieron.
Durante el curso de estas expediciones se alcanzaron los polos geográfico y magnético. La hazaña de ser el primero en alcanzar el Polo Sur geográfico era el propósito principal de algunas expediciones y fue la única razón de la empresa de Roald Amundsen. Sin embargo, esta no fue la única orientación de la exploración polar durante esa época; otras expediciones trabajaron en distintas áreas del continente con objetivos bien definidos. Como resultado de toda esta actividad, se descubrió y trazó en los mapas gran parte de la costa del continente y se exploró una considerable área de su interior. Las expediciones también generaron grandes cantidades de datos y aportaron especímenes de una amplia gama de disciplinas científicas, cuyo examen y análisis mantuvo ocupadas durante décadas a las comunidades científicas del mundo.

## Orígenes

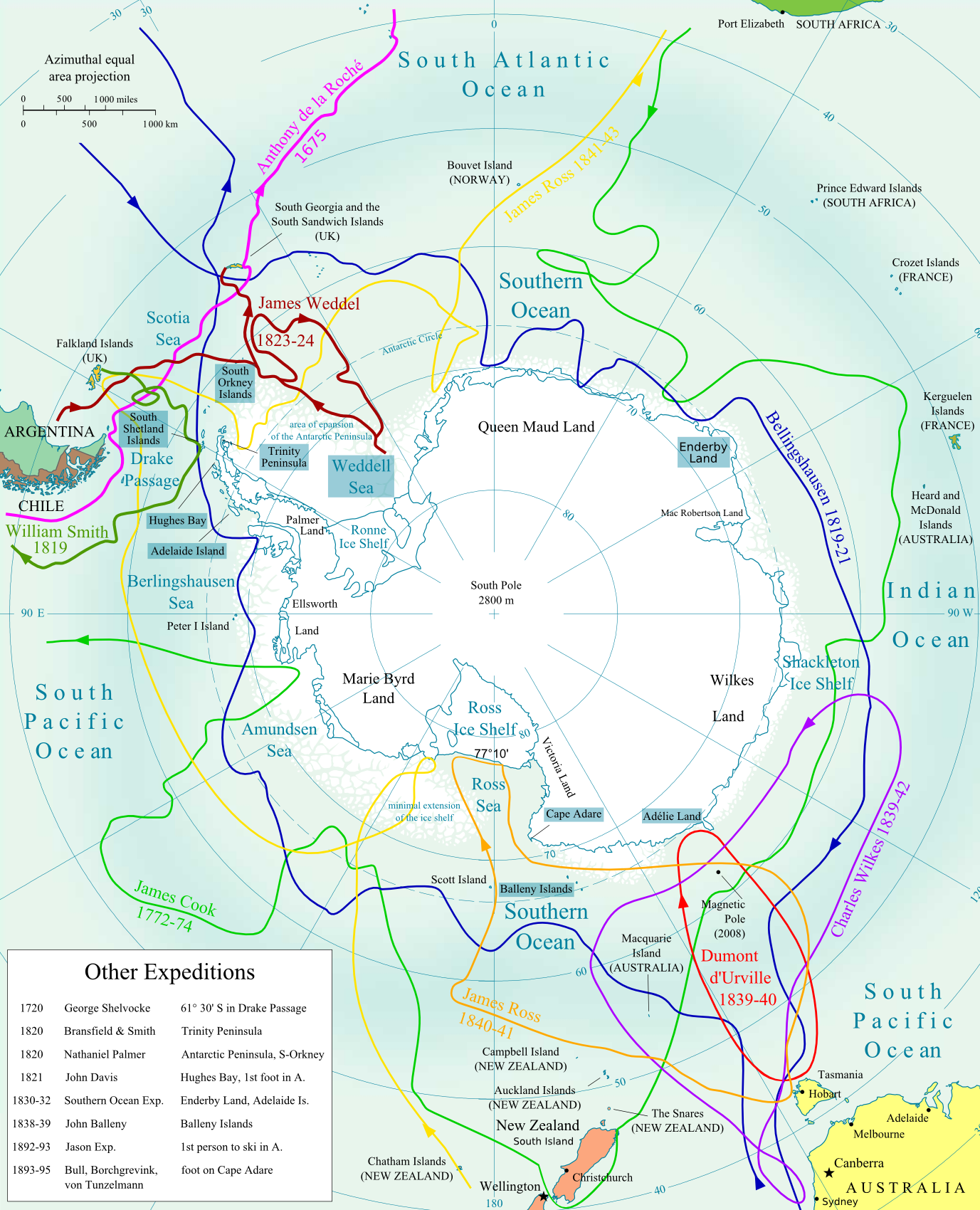
Mapa de las expediciones en la Antártida al sur de la Convergencia Antártica antes de la Era Heroica de la Exploración Antártica. No se incluyen los descubrimientos potenciales de Dirk Gerritsz, Gabriel de Castilla y los restos del San Telmo. Téngase en cuenta que en el muchos balleneros operaban en el océano Austral y solo aquellos que lograron importantes exploraciones están incluidos en el mapa.

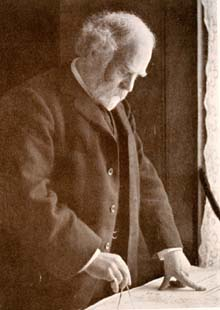
Sir John Murray.

El impulso inicial para la edad heroica de la exploración de la Antártida provino de una conferencia sobre la expedición oceanográfica Challenger, que navegó las aguas de este continente de 1872 a 1876, dictada por el profesor John Murray en la Royal Geographical Society de Londres en 1893. Propuso que debía organizarse una nueva expedición a la Antártida para «resolver las dudas geográficas pendientes que se siguen planteando en el sur». En agosto de 1895, el Sexto Congreso Internacional de Geografía de Londres aprobó una resolución general que solicitaba a las sociedades científicas de todo el mundo promover la causa de la exploración antártica «de cualquier forma que les pareciera más eficaz». Este trabajo «añadiría aportaciones a casi todas las ramas de la ciencia». El congreso había sido dirigido por el noruego Carsten Borchgrevink, quien acababa de regresar de una expedición de caza de ballenas durante la que se había convertido en uno de los primeros en pisar el continente antártico. Durante su discurso, Borchgrevink describió planes para una expedición pionera a gran escala a la Antártida, con base en el cabo Adare.
Sin embargo, esta denominada edad heroica fue inaugurada por una expedición emprendida por la Société Royale Belge de Géographie en 1897; Borchgrevink les siguió un año después con una expedición de patrocinio privado. La designación «edad heroica» vino después; el término no se utilizó en ninguno de los registros o memorias de las primeras expediciones, ni en las biografías de los personajes polares que aparecieron en los años 1920 y 1930. No está claro cuándo el término fue usado por primera vez o cuándo fue adoptado en forma generalizada. Se sabe que fue usado en marzo de 1956, por el explorador británico Duncan Carse, en un artículo en el diario The Times. Al describir la primera travesía por las islas Georgias del Sur en 1916, escribió sobre «tres hombres de la edad heroica de la exploración antártica, con 50 pies de cuerda entre ellos y una azuela de carpintero».

## Las expediciones de la época heroica de la exploración de la Antártida (1897-1922)
Notas
1. En los resúmenes de esta tabla no se incluyen los trabajos científicos llevados a cabo por estas expediciones, cada una de las cuales trajo hallazgos y especímenes de una amplia gama de disciplinas. 
2. El cuadro no incluye los numerosos viajes de caza de ballenas que tuvieron lugar durante este período, o expediciones subantárticas como la de Carl Chun en 1898-1899, que no penetró el círculo antártico. La abortada expedición Cope de 1920-22, que se derrumbó por falta de financiación, también fue excluida, aunque dos hombres fueron desembarcados de un ballenero noruego y pasaron un año en la península de la Antártida.
3. † denota que el líder murió durante la expedición.
| Fecha     | País        | Expedición                                                             | Barco                                                            | Líder                 | Notas | Ref                  |
| --------- | ----------- | ---------------------------------------------------------------------- | ---------------------------------------------------------------- | --------------------- | --- | -------------------- |
| 1897-1899 | Bélgica     | Expedición antártica belga                                             | Bélgica                                                          | Adrien de Gerlache    | Esta fue la primera expedición en pasar el invierno en el círculo polar antártico, después de que el barco quedara cubierto de hielo en el mar de Bellingshausen. Obtuvo el primer ciclo anual de observaciones antárticas. También llegó a 71° 30'S y descubrió el estrecho de Gerlache. | [ 15 ] [ 16 ] [ 17 ] |
| 1898-1900 | Reino Unido | Expedición antártica británica de 1898 (Expedición Southern Cross)     | Southern Cross                                                   | Carsten Borchgrevink  | La primera expedición para pasar el invierno propiamente en el continente antártico (Cabo Adare), fue también la primera en hacer uso de perros y trineos. Realizaron el primer ascenso a la Gran barrera de hielo, Establecieron el récord Farthest South a 78°30'S. También calcularon la ubicación del Polo Sur magnético. | [ 19 ] [ 20 ] [ 21 ] |
| 1901-1904 | Reino Unido | Expedición antártica británica de 1901-1904 (Expedición Discovery)     | Discovery Morning (barco de relevo) Terra Nova (barco de relevo) | Robert Falcon Scott   | Realizaron el primer ascenso de las Montañas Occidentales en la Tierra de Victoria y descubrieron la meseta polar. En su viaje al sur establecieron un nuevo récord Farthest South, 82°17'S. Se descubrieron muchas otras características geográficas, se les asignó nombre y se trazaron en los mapas. Esta fue la primera de muchas expediciones con base en el estrecho de McMurdo. | [ 23 ] [ 24 ] [ 25 ] |
| 1901-1903 | Alemania    | Primera expedición alemana a la Antártida (Expedición Gauss)           | Gauss                                                            | Erich von Drygalski   | Fue la primera expedición para investigar el este de la Antártida; descubrió el área costera de la Tierra del emperador Guillermo II y el monte Gauss. El buque de la expedición quedó atrapado en el hielo, lo que impidió una exploración más amplia. | [ 26 ] [ 27 ] [ 28 ] |
| 1901-1903 | Suecia      | Expedición Antártica Sueca                                             | Antarctic                                                        | Otto Nordenskiöld     | Esta expedición trabajó en la zona costera al este de la Tierra de Graham y quedaron aislados después del hundimiento de su barco en la isla Cerro Nevado y en la isla Paulet, en el mar de Weddell. Fueron rescatados por la corbeta Uruguay de la Armada Argentina. | [ 29 ] [ 30 ] [ 31 ] |
| 1902-1904 | Reino Unido | Expedición Antártica Nacional Escocesa                                 | Scotia                                                           | William Speirs Bruce  | Estableció la estación meteorológica permanente de Orcadas en las islas Orcadas del Sur. Penetró el mar de Weddell hasta 74° 01'S y descubrió la costa de la tierra de Coats, definiendo los límites orientales de este mar. | [ 32 ] [ 33 ]        |
| 1903-1905 | Francia     | Tercera expedición antártica francesa                                  | Français                                                         | Jean-Baptiste Charcot | Originalmente fue concebida como una expedición de relevo para el grupo varado de Nordenskiöld; la labor principal de esta expedición fue el mapeo y la cartografía de las islas y las costas occidentales de la tierra de Graham en la península Antártica. Exploraron una sección de la costa y bautizaron la tierra de Loubet en honor del presidente de Francia. | [ 35 ] [ 36 ] [ 37 ] |
| 1907-1909 | Reino Unido | Expedición antártica británica de 1907 (Expedición Nimrod)             | Nimrod                                                           | Ernest Shackleton     | La primera expedición dirigida por Shackleton. Con base en el estrecho de McMurdo. Fueron precursores en el uso de la ruta del glaciar Beardmore hacia el Polo Sur y en el empleo (limitado) de transporte motorizado. Su incursión hacia el sur alcanzó 88°23'S, por lo que registraron un nuevo récord Farthest South y llegaron a 97 millas geográficas del Polo. El grupo del norte alcanzó la ubicación del Polo Sur magnético.                                                                                        | [ 38 ] [ 39 ] [ 40 ] |
| 1908-1910 | Francia     | Cuarta expedición antártica francesa                                   | Pourquoi-Pas? IV                                                 | Jean-Baptiste Charcot | En este viaje se continuó con el trabajo de la anterior expedición francesa; realizaron una exploración general del mar de Bellingshausen y descubrieron islas además de otros hallazgos, entre los que se incluyen la bahía Margarita, la isla Charcot, la isla Renaud, la bahía Mikkelsen y la isla Rothschild. | [ 35 ] [ 37 ] [ 41 ] |
| 1910-1912 | Japón       | Expedición antártica japonesa                                          | Kainan Maru                                                      | Nobu Shirase          | Fue la primera expedición antártica no europea. Entre otras cosas realizaron una exploración de la costa de la península de Eduardo VII e investigaron el sector este de la Gran barrera de hielo, alcanzaron 80°5'S. | [ 42 ] [ 43 ]        |
| 1910-1912 | Noruega     | Expedición Amundsen                                                    | Fram                                                             | Roald Amundsen        | Primera expedición en llegar al Polo Sur. Amundsen estableció su campamento en la bahía de Ballenas en la Gran barrera de hielo. Descubrieron una nueva ruta a la meseta polar vía el glaciar Axel Heiberg. Un grupo de cinco personas conducido por Amundsen alcanzó el Polo Sur siguiendo esta ruta el 15 de diciembre de 1911. | [ 44 ] [ 45 ] [ 46 ] |
| 1910-1913 | Reino Unido | Expedición antártica británica de 1910 (Expedición Terra Nova)         | Terra Nova                                                       | Robert Falcon Scott†  | La última expedición realizada por Scott, al igual que la primera, tuvo su base en el estrecho de McMurdo. Scott y cuatro de sus compañeros alcanzaron el Polo Sur vía la ruta Beardmore el 17 de enero de 1912, 33 días después que Amundsen. Los cinco murieron en el camino de regreso a causa de una combinación de inanición y frío. | [ 47 ] [ 48 ] [ 49 ] |
| 1911-1913 | Alemania    | Segunda Expedición Antártica Alemana                                   | Deutschland                                                      | Wilhelm Filchner      | El objetivo de esta expedición era realizar el primer cruce de la Antártida. Realizaron la incursión más meridional del mar de Weddell que se había llevado a cabo hasta ese momento, ya que alcanzaron 77°45'S, y descubrieron la costa de Luitpold, la barrera de hielo Filchner-Ronne y la bahía de Vahsel. No lograron establecer una base en la costa desde la cual iniciar su viaje transcontinental y después de permanecer atrapados largo tiempo en el hielo del mar de Weddell regresaron a las Georgias del Sur. | [ 31 ] [ 50 ] [ 51 ] |
| 1911-1914 | Australia   | Expedición antártica australiana                                       | Aurora                                                           | Douglas Mawson        | La expedición se concentró en la extensión de línea costera antártica comprendida entre el Cabo Adare y el monte Gauss. Realizaron trazado de mapas y estudios de los territorios costeros e interiores. Sus descubrimientos incluyeron la bahía de la Commonwealth, el glaciar Ninnis, el glaciar Mertz y la Tierra de la reina María. | [ 52 ] [ 53 ] [ 54 ] |
| 1914-1917 | Reino Unido | Expedición imperial transantártica                                     | Endurance                                                        | Ernest Shackleton     | Fue otro intento de cruce transcontinental. No lograron alcanzar tierra en la costa del mar de Weddell debido a que el Endurance quedó atrapado en el hielo y posteriormente fue destrozado por este. La expedición consiguió ponerse a salvo después de una serie de proezas que incluyeron un prolongado viaje a la deriva sobre un bloque de hielo marino, el viaje de Shackleton en un bote abierto y el primer cruce de las Georgias del Sur.                                                                          | [ 55 ] [ 56 ]        |
| 1914-1917 | Reino Unido | Equipo del mar de Ross en apoyo de: Expedición imperial transantártica | Aurora                                                           | Aeneas Mackintosh†    | Su objetivo era instalar depósitos a través de la Gran barrera de hielo, para abastecer al grupo que cruzaría el mar de Weddell. Todos los depósitos fueron instalados, pero en el proceso tres hombres perdieron la vida, incluido Mackintosh, el líder de la expedición. | [ 57 ]               |
| 1921-1922 | Reino Unido | Expedición Shackleton–Rowett                                           | Quest                                                            | Ernest Shackleton†    | Sus objetivos vagamente definidos incluían trazar un mapa costero, una posible circunnavegación continental, la investigación de las islas subantárticas y realizar trabajo oceanográfico. Después de la muerte de Shackleton el 5 de enero de 1922, causada por un ataque cardíaco, el Quest completó un corto programa y regresó a casa. | [ 58 ] [ 59 ] [ 60 ] |

## Muertes durante las expediciones de la edad heroica
Diecisiete hombres murieron en las expediciones a la Antártida durante la edad heroica. De ellos, cuatro murieron de enfermedades no relacionadas con sus experiencias en la Antártida y dos murieron a causa de accidentes en Nueva Zelanda. Los otros 11 murieron durante el servicio o cerca del continente antártico.
| Expedición                                                  | Nombre               | País        | Fecha de fallecimiento  | Lugar de fallecimiento           | Causa                                   | Ref                                |
| ----------------------------------------------------------- | -------------------- | ----------- | ----------------------- | -------------------------------- | --------------------------------------- | ---------------------------------- |
| Expedición Southern Cross                                   | Nikolai Hansen       | Noruega     | 14 de octubre de 1899   | Cabo Adare, Antártida            | Desorden intestinal                     | [ 61 ]                             |
| Expedición Discovery                                        | Charles Bonnor       | Reino Unido | 2 de diciembre de 1901  | Lyttelton Harbour, Nueva Zelanda | Cayó del mástil del buque               | [ 62 ] [ 63 ]                      |
| Expedición Discovery                                        | George Vince         | Reino Unido | 11 de marzo de 1903     | Isla de Ross, Antártida          | Se deslizó desde un precipicio de hielo | [ 62 ] [ 63 ]                      |
| Expedición Antártica Nacional Escocesa                      | Allan Ramsey         | Reino Unido | 6 de agosto de 1903     | Islas Orcadas del Sur            | Enfermedad del corazón                  | [ 64 ]                             |
| Expedición Terra Nova                                       | Edgar Evans          | Reino Unido | 18 de febrero de 1912   | Glaciar Beardmore, Antártida     | Inanición y frío                        | [ 65 ] [ 66 ] [ 67 ] [ 68 ] [ 69 ] |
| Expedición Terra Nova                                       | Lawrence Oates       | Reino Unido | 17 de marzo de 1912     | Gran barrera de hielo, Antártida | Inanición y frío                        | [ 65 ] [ 66 ] [ 67 ] [ 68 ] [ 69 ] |
| Expedición Terra Nova                                       | Robert Falcon Scott  | Reino Unido | 29 de marzo de 1912     | Gran barrera de hielo, Antártida | Inanición y frío                        | [ 65 ] [ 66 ] [ 67 ] [ 68 ] [ 69 ] |
| Expedición Terra Nova                                       | Edward Wilson        | Reino Unido | 29 de marzo de 1912     | Gran barrera de hielo, Antártida | Inanición y frío                        | [ 65 ] [ 66 ] [ 67 ] [ 68 ] [ 69 ] |
| Expedición Terra Nova                                       | Henry Bowers         | Reino Unido | 29 de marzo de 1912     | Gran barrera de hielo, Antártida | Inanición y frío                        | [ 65 ] [ 66 ] [ 67 ] [ 68 ] [ 69 ] |
| Expedición Terra Nova                                       | Robert Brissenden    | Reino Unido | 17 de agosto de 1912    | Admiralty Bay, Nueva Zelanda     | Ahogado                                 | [ 65 ] [ 66 ] [ 67 ] [ 68 ] [ 69 ] |
| Segunda expedición alemana antártica                        | Richard Vahsel       | Alemania    | 8 de agosto de 1912     | Mar de Weddell                   | Sífilis                                 | [ 51 ] [ 70 ] [ 71 ]               |
| Expedición Antártica Australiana                            | Belgrave Ninnis      | Reino Unido | 14 de diciembre de 1912 | Tierra de Jorge V, Antártida     | Cayó en una grieta                      | [ 72 ]                             |
| Expedición Antártica Australiana                            | Xavier Mertz         | Suiza       | 7 de enero de 1913      | Tierra de Jorge V, Antártida     | Intoxicación alimentaria                | [ 72 ]                             |
| Expedición imperial transantártica (Equipo del mar de Ross) | Arnold Spencer-Smith | Reino Unido | 9 de marzo de 1916      | Gran barrera de hielo, Antártida | Frío y escorbuto                        | [ 73 ] [ 74 ]                      |
| Expedición imperial transantártica (Equipo del mar de Ross) | Aeneas Mackintosh    | Reino Unido | 8 de mayo de 1916       | Estrecho de McMurdo, Antártida   | Cayó a través del hielo marino          | [ 73 ] [ 74 ]                      |
| Expedición imperial transantártica (Equipo del mar de Ross) | Victor Hayward       | Reino Unido | 8 de mayo de 1916       | Estrecho de McMurdo, Antártida   | Cayó a través del hielo marino          | [ 73 ] [ 74 ]                      |
| Expedición Shackleton–Rowett                                | Ernest Shackleton    | Reino Unido | 5 de enero de 1922      | Islas Georgias del Sur           | Enfermedad del corazón                  | [ 75 ]                             |

Otros cuatro hombres murieron poco después de regresar de la Antártida (sin incluir aquellos que murieron en servicio activo durante la Primera Guerra Mundial):
- Harlof Klovstad, oficial médico de la expedición Southern Cross, 1898-1900, murió por causas no registradas durante el año 1900.[76]

- Jorgen Petersen, primer oficial de la Southern Cross, murió en 1900 mientras regresaba de Australia en el barco.[76]

- Bertram Armytage, miembro de la Expedición Nimrod, 1907-1909, murió de heridas autoinflingidas por arma de fuego el 12 de marzo de 1910.[77][78]

- Hjalmar Johansen, miembro de la expedición de Amundsen 1910-1912, murió de heridas autoinflingidas por arma de fuego el 9 de enero de 1913.[79]

## Fin de la edad heroica
Hay diferentes opiniones sobre cuándo llegó a su fin la edad heroica de la exploración de la Antártida. A veces se refieren a la expedición Endurance de Shackleton como la última expedición antártica de la edad heroica. Otros cronistas amplían la etapa hasta la fecha de la muerte de Shackleton, el 5 de enero de 1922, por lo que consideran la expedición Shackleton-Rowett o expedición Quest, durante el transcurso de la cual murió Shackleton, como el capítulo final. Según Margery y Fisher James, biógrafos de Shackleton: «Si fuera posible trazar una clara línea divisoria entre lo que se ha denominado la edad heroica de la exploración de la Antártida y la edad mecánica, la expedición de Shackleton-Rowett podría ser un buen punto a partir del cual se podría establecer esa línea».

La edad heroica de la exploración antártica fue «heroica» porque era anacrónica antes de que comenzara, su objetivo era tan abstracto como el polo, sus personajes centrales eran románticos, viriles e imperfectos, su drama era moral (por lo que no importaba solamente lo que se hizo, sino cómo se hizo), y su ideal era el honor nacional. Fue un temprano terreno de pruebas para las virtudes raciales de nuevas naciones como Noruega y Australia, y fue el sitio del último suspiro de Europa antes de que se desgarrara en la Gran Guerra.
Tom Griffiths, Slicing the Silence: Voyaging to Antarctica.